# 쇠를란데트

쇠를란데트

쇠를란데트(Sørlandet)는 노르웨이의 지역으로, 아그데르주 (옛 베스트아그데르주와 에우스트아그데르주)를 포함한다.

## 같이 보기
- 노르웨이
- 노르노르게
- 쇠를란테드
- 베스틀란데트
- 외스틀란데트
- 트뢰닐라그